# Stephen Ugochukwu
Stephen Chukwuemeka Ugochukwu (nacido el 22 de marzo de 1996 (29 años) en Lewisville (Texas)) es un jugador de baloncesto estadounidense con nacionalidad nigeriano que juega en las filas del Palencia Baloncesto de la Primera FEB. Con 2,01 metros de estatura juega en la posición de pívot.

## Trayectoria
Es un ala-pívot nacido en Lewisville (Texas), formado en la Carrollton Christian Academy y en la Liberty Christian en Argyle, ambas en Texas, promediando en edad junior 20,3 puntos y 11,5 rebotes por partido. En 2014 ingresa en 2018 en la Universidad Estatal McNeese, situada en Lake Charles, Luisiana, donde jugó la NCAA desde 2014 a 2018 con los McNeese Cowboys.  En su último año, promedió 23.2 minutos por juego, 8.3 puntos por partido, un 43.8% en tiros de campo y un 61.2% en efectividad desde la línea de los tiros libre; 5.4 rebotes por juego y 0.9 en asistencias.
Después de no ser seleccionado en el draft de la NBA de 2018, Ugochukwu firmó con Soles de Mexicali en México. Tras su breve paso por la liga mexicana, Stephen llegó a los Texas Legends, equipo de la G-League de la NBA. Allí completó lo que restaba de temporada 2019 hasta que a finales de año firmó con los Northern Arizona Suns en el que promedió 6 puntos y cuatro rebotes por partido, pero acabaría siendo cortado a mitad de temporada.
El 14 de febrero de 2020, llega a España para firmar por el Grupo Alega Cantabria para disputar lo que resta de temporada, en el que promedió 10,3 puntos por encuentro, 8 rebotes, 2,3 tapones y 14 de valoración. Al término de la temporada sería renovado por una temporada.
El 6 de agosto de 2021, firma por el Basket Navarra Club de la Liga LEB Plata.
Tras un paso por los Södertälje Kings de la liga sueca donde jugó 11 partidos, el 12 de diciembre de 2022 firma por el Enosis Neon Paralimni B.C. de la Primera División de Baloncesto de Chipre. Acabaría la temporada jugando en el Al Ahli SC de Catar.
El 9 de agosto de 2023, Ugochukwu se unió a Maroussi BC de la Liga de Baloncesto griega. El 26 de septiembre de 2023 se despidió del club tras finalizar la pretemporada. El 4 de noviembre de 2023, Ugochukwu firmó por el  Ermis Schimatari de la liga griega de baloncesto A2.
El 8 de agosto de 2024, firma por el FC Cartagena Baloncesto de la Primera FEB.
El 12 de agosto de 2025, firma por el Palencia Baloncesto de la Primera FEB. 